# بودوتشنوست بودغوريتسا
نادي بودوتشنوست بودغوريتسا لكرة القدم (بالصربية:Будучност (футбольный клуб, Подгорица) نادي كرة قدم مونتينيغري يلعب في دوري الدرجة الأولى. تم تأسيس النادي في سنة 1925.